# Протокол на Хосбах
Протокол на Хосбах (също и Меморандум на Хосбах) е протокол от заседание, проведено на 5 ноември 1937 г. с участието на Адолф Хитлер и политическото ръководство на Третия Райх, на което Хитлер обрисува бъдещата експанзионистична политика на Германия. Според записа на протокола, Хитлер не цели да воюва с Великобритания и Франция през 1939 г. Вместо това, той планира провеждането на няколко малки войни за укрепването на икономиката на Германия. Пълномащабна европейска война с Англия и Франция се планира за периода 1941—1944/5 г. Названието на меморандума идва от името на протоколиралия го, военния адютант на Хитлер, полковника граф Фридрих Хосбах – в историографията самото заседание често се нарича съвещанието на Хосбах. Освен Хитлер и Хосбах, на заседанието присътстват министърът на външните работи барон Константин фон Нейрат, военният министър фелдмаршал Вернер фон Бломберг, главнокомандващият сухопътните войски Вернер фон Фрич, главнокомандващият военноморските сили адмирал Ерих Редер и главнокомандващият военновъздушните сили Херман Гьоринг. Протоколът е датиран от 10 ноември 1937 г. Използван е като важно веществено доказателство на Нюрнбергския процес.